# إدارة عمل اليوم
إدارة عمل اليوم، ويطلق عليه برنامج العمل التضامني أيضا، وهو برنامج مبني على العمل التطوعي للشباب ومتخرجي الثانويه العامه، تم اطلاقه في النرويج لتكريم الامين العام السابق للامم المتحده داغ همرشولد.

## دول اطلقت مبادرة إدارة عمل اليوم

### الدنمارك
تم تأسيس اللجنة عام 1984، ونصت التعليمات على منع اجبار أي طالب على المشاركة، وعلى ان تذهب اتعابهم واجورهم لمشروع مختار في أحد الدول الناميه، ونصت أيضا على عدم احتساب غياب الطلاب عن المدرسة في هذا اليوم.

### فنلندا
تم اطلاق اللجنة بهدف تحسين مستوى المعيشة وتعزيز حقوق الانسان في الدول النامية، ولتعزيز مفهوم التضامن العالمي لدى الطلاب الفنلنديين.

### ألمانيا
في ألمانيا، هناك عده منظمات تدعم هذا البرنامج. أقدمها واكبرها تم انشاؤها في عام 1992 وتمسى «طلاب يساعدون الحياة» (Schüler Helfen Leben)، ومارست عملها أثناء حرب البلقان ولحتى الآن.
توجد منظمه أخرى تدعى أكتيون تاجويرك "Aktion Tagwerk" تعمل تحت شبكه المساعدة الانسانيه لدعم الأطفال في افريقيا.

### إيطاليا
توجد منظمتين تحت مسمى هذا البرنامج، الأولى تقع في الشمال أُسست بدعم من الدنمارك وتسمى منظمة العمل الصباحي "Operation Daywork"، وتتعامل مع المدارس التي تختص بتحدث الالمانيه والايطاليه فقط، اما الثانية فتقع جنوبا وتتعامل مع المدارس الايطاليه ومنظمه تدعي يوم المجتمع.

### بلجيكا
تم اطلاق البرنامج في 2006.

### النمسا
أطلق البرنامج عام 1964 تحت الاتحاد الطلابي النرويجي للمدارس.

### السويد
كانت السويد أول من اطلقت حدثا باسم اللجنة منذ عام 1962  تحت منظمه طلابيه، وفي عام 2010 تم إرسال التبرعات لدعم السودان.

### الولايات المتحده
تم إنشاء اللجنة في 1999.